# 히라기시역 (아카비라시)
히라기시역(일본어: 平岸駅)은 일본 홋카이도 아카비라시에 있는 홋카이도 여객철도 네무로 본선의 역이다. 역 번호는 T25이며, 단선 승강장 2면 2선의 구조를 지닌 지상역이다.

## 역 주변
- 국도 제38호선
- 소라치 강
- 히라기시 병원

## 역사
- 1913년 11월 10일 : 국유철도의 역으로서 개업.
- 1976년 2월 1일 : 화물의 취급을 폐지.
- 1982년 5월 30일 : 하물의 취급을 폐지, 동시에 무인역화.
- 1987년 4월 1일 : 민영화에 따라, 홋카이도 여객철도로 이관.

## 인접 정차역
| 홋카이도 여객철도 네무로 본선 | 홋카이도 여객철도 네무로 본선 | 홋카이도 여객철도 네무로 본선 |
| ----------------------------- | ----------------------------- | ----------------------------- |
| T24 모시리 다키카와 방면      | 네무로 본선                   | 아시베쓰 T26 신토쿠 방면      |